# O Kerstnacht, schoner dan de dagen

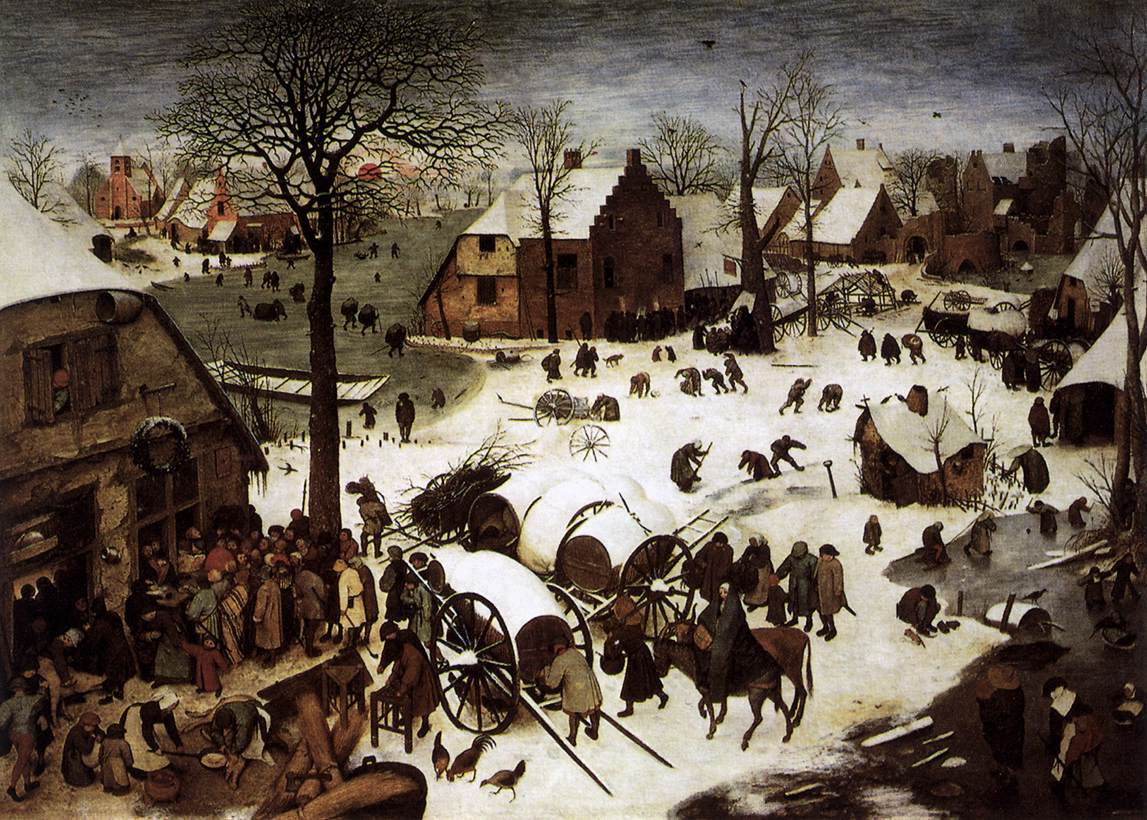
Pieter Bruegel der Ältere: Die Volkszählung zu Bethlehem.

O Kerstnacht, schoner dan de dagen (O Christnacht, reiner als die Tage!)  ist ein niederländisches Kirchenlied, das meist als Weihnachtslied bezeichnet wird, sich aber nicht auf die Geburt Jesu, sondern auf den Kindermord in Betlehem bezieht.
Der Dichter und Dramatiker Joost van den Vondel schrieb zur Eröffnung des Theaters „schouwburg van Van Campen“  in Amsterdam das Bühnenwerk „Gijsbrecht van Aemstel“, dessen Premiere wurde um Weihnachten 1637 gegeben. Es enthält dieses Lied als Reigen.
Nach dem Vorbild des griechischen Chorgesanges schloss Vondel die Aufzüge ab mit gesprochenen oder gesungenen lyrischen Betrachtungen, die losgelöst von der eigentlichen Handlung sind.
Der dritte Akt endet mit diesem von Nonnen gesungenen „Rey van Clarissen“ (Reigen der Klarissen). (Gijsbrecht, vs. 904 – 950)
Der Reigen führte später ein eigenes Dasein als Kirchenlied im Weihnachtsumfeld.

1644 wurde es mit in das „Livre Septième“ aufgenommen.
Wer der Komponist der Melodie und des mehrstimmigen Satzes war, ist nicht eindeutig geklärt, sie wurden abwechselnd Cornelis Padbrué oder Dirck Janszoon Sweelinck zugeschrieben.
Auch im 20. Jahrhundert gab es noch Bearbeitungen des Liedes, unter anderem einen Satz für vierstimmigen Gemeindechor durch Gaston Feremans und eine Bearbeitung durch den niederländischen Kirchenmusiker Jan van Biezen. Weil er die gebräuchliche Version nicht schätzte – den Oktavsprung auf „Kerstnacht“ fand er unpassend – schrieb er für das „Liedboek voor de Kerken“, 1973, eine neue Version der Melodie.
In Deutschland erlangte das Lied einen gewissen Bekanntheitsgrad durch die Progressive-Rock-Band Focus, die 1974 in ihrem Hamburger Concerto die ersten beiden Strophen des Liedes integriert.
Der Text der ersten drei Strophen – hier wiedergegeben in der ursprünglichen Schreibweise Joost van den Vondels – lautet:
| O Kersnacht, schooner dan de daegen! Hoe kan Herodes ’t licht verdraegen, dat in uw duisternisse blinckt? En wort geviert en aengebeden! Zijn hooghmoed luistert na geen reden, hoe schel die in zijn ooren klinckt. Hy pooght d’onnoosle te vernielen door ’t moorden van onnoosle zielen! En werckt een stad en landgeschrey, In Bethlehem en op den acker. En maeckt den geest van Rachel wacker, die waeren gaet door beemd en wey, dan na het westen, dan na’et oosten. Wie zal die droeve moeder troosten nu zy haer lieve kinders derft? Nu zy die ziet in ’t bloed versmooren, aleerze naulix zijn geboren, en zoo veel zwaerden rood geverft! | O Christnacht, reiner als die Tage! Wie kann Herodes das Licht ertragen, das in deiner Dunkelheit leuchtet? Das gefeiert und angebetet wird! Sein Hochmut hört auf keine Gründe, wie schrill sie auch in seinen Ohren klingen. Er versucht, den Unschuldigen zu vernichten, indem er unschuldige Seelen tötet! Damit bewirkt er ein Weinen in Stadt und Land, in Bethlehem und auf dem Feld. Er erweckt den Geist von Rachel, die durch Flur und Wiesen schweift, bald nach Westen, bald nach Osten. Wer soll die traurige Mutter trösten, nun, da sie ihre geliebten Kinder entbehrt? Nun, da sie diejenigen im Blut ersticken sieht, die gerade erst geboren sind, und soviel Schwerter rot gefärbt! |

In das „Liedboek voor de Kerken“ wurden 5 der 8 Strophen aufgenommen.

Die Regel: „Wat kan de blinde staatzucht brouwen wanneer ze raast uit misvertrouwen“ (Was kann blinde Machtgier anrichten, wenn sie voller Misstrauen wütet) aus der 7. Strophe wird im Niederländischen regelmäßig zitiert, um Tyrannei und brutale Politik zu beschreiben.